# Max Bunker
(Incipit nella rubrica della posta di Max Bunker in appendice agli albi di Alan Ford)
Max Bunker, pseudonimo di Luciano Secchi (Milano, 24 agosto 1939), è un fumettista, scrittore, editore giornalista, sceneggiatore e regista italiano.
È noto per aver creato famosi personaggi come Alan Ford, Maxmagnus, Kriminal e Satanik, sempre in coppia con il disegnatore Magnus, ritenuti dei classici del fumetto italiano e dai quali vennero tratti film e cartoni animati. Max Bunker è lo pseudonimo di Luciano Secchi usato per firmare la sua produzione fumettistica mentre per quella letteraria è solito usare il nome reale.
Max Bunker ha tre figli: Raffaella, Riccardo e Valentina.

## Biografia
Dopo aver completato gli studi in letteratura e storia, si trasferisce a Parigi per studiare alla Sorbona, dove si era iscritto come auditore e dove poteva consultare l'archivio per approfondire i suoi studi. Tornato in Italia, esordisce come scrittore alla fine degli anni 50 scrivendo romanzi gialli. 
Insieme al cognato Andrea Corno fonda a Milano nel 1960 l'Editoriale Corno, una casa editrice di fumetti che esordisce lo stesso anno con due testate antologiche contenenti materiale americano. Il debutto come autore avviene l'anno successivo quando crea una serie western, Maschera Nera, e una fantascientifica, Atomik, entrambe firmate con lo pseudonimo "Esselle". Nel 1964, con il nuovo pseudonimo di Simplex, firma invece La Primula Verde. Lo pseudonimo definitivo di Max Bunker verrà inaugurato poco dopo, quando crea nuovi e numerosi personaggi di vario genere e qualità; essi si caratterizzano per l'attenzione rivolta alla società e alle mode, come i fumetti neri Kriminal e Satanik disegnati da Magnus, che raggiungeranno un certo successo..
Sia Kriminal che Satanik evolveranno poi dal genere puramente nero in un giallo più tradizionale; questo anche a causa delle denunce, sequestri, processi e persecuzioni della stampa a causa delle quali Luciano Secchi deve affrontare una ventina di processi contro la morale pubblica, da cui esce però sempre assolto; nonostante l'esito positivo, queste esperienze lo spingono ad autocensurarsi.
Sulla scia di linus fonda e dirige la rivista contenitore Eureka, sulla quale pubblica anche storie da lui scritte, come Fouché e Maxmagnus. Quest'ultimo pone le basi per il successivo Alan Ford che esordisce poco dopo nel 1969 e che, nonostante un esordio deludente, dopo due anni raggiunge un successo tale da divenire l'apice della collaborazione con Magnus.
Nel 1970 inizia la pubblicazione tramite l'Editoriale Corno dei supereroi americani della Marvel con la testata dedicata all'Uomo Ragno. Dopo lo scioglimento nel 1974 del connubio artistico con Magnus, Max continua a creare nuovi personaggi fino alla crisi dei primi anni ottanta, che porta alla chiusura della casa editrice Corno nel 1984. Decide di fondarne una propria, la Max Bunker Press, con la quale continua a pubblicare Alan Ford ed altri suoi personaggi, oltre a ristampare vecchi successi del passato come Kriminal e Satanik. L'attività di editore termina nel 2013 quando la figlia Raffaella subentra alla gestione del padre, che con la stessa continua a pubblicare la serie di Alan Ford.
La sua attività come romanziere è incentrata soprattutto sul personaggio dell'investigatore Riccardo Finzi, protagonista di una serie di romanzi, da uno dei quali viene tratto il film Agenzia Riccardo Finzi... praticamente detective, diretto da Bruno Corbucci ed interpretato da Renato Pozzetto e Enzo Cannavale.

## Fumetti
Di seguito l'elenco dei personaggi creati da Max Bunker e l'anno della loro creazione:
- Maschera Nera (1962)
- Atomik (1962)
- Capitan Audax (1963)
- Kim della Jungla (1964)
- Rio Danger (1964)
- Primula Verde (1964)
- Morgan (1964)
- Max Reporter (1964)
- Kriminal (1964)
- Satanik (1964)
- Zorak (1965)
- El Gringo (1965)
- Dennis Cobb - Agente SS018 (1965)
- Rio River (1965)
- Gesebel (1966)
- Maxmagnus (1968)
- Milord (1968)

- Virus Psik (1968)
- Alan Ford (1969)
- Lurid Scorpion (1970)
- Fouché (1973)
- Daniel (1974)
- Xibor (1979)
- Cliff (1979)
- Boden-Baden (1981)
- Thriller Killer (1981)
- Pinocchio Super-Robot (1981)
- Robespierre (1989)
- Angel Dark (1990)
- Kerry Kross (1994)
- Beverly Kerr (2000)
- Padre Kimberly (2001)
- Pepper Russel (2008)

## Opere letterarie
- Kriminal - Il romanzo (1967)[10]
- Il virus (1970)[11]
- Nove battute per una pièce (1975)[12]
- Ritratto di una buona famiglia (1977)[12]
- Agenzia investigativa Riccardo Finzi (1978)
- Enciclopedia mondiale del fumetto [scritto con Maurice Hom] (1978)
- Un sano delitto di gelosia (1979)
- Fotofinish (1981)
- Il commissario Clerici (1982)
- Asso di picche (1986)
- Il serpente dagli occhi di smeraldo (1986)
- Pericolosamente tua (1986)
- In viaggio con la morte (1989)
- Omicidio secco (1991)
- Nel nome della mafia (1992)
- Rapina tragica (1992)
- L'assassino è tra noi (1994)
- Sparo per uccidere (1995)
- Signori, va in onda il crimine (1999)
- Morte al tiranno (2000)
- Penny Black (2004)
- Jackpot (2004)
- Il vendicatore (2020)[13]
- E poi entrò la morte (2022)

## Filmografia

### Regista
- Delitti, amore e gelosia (1982)
- Lui, lei, cioè noi (1983)
- Alan Ford e il gruppo TNT contro Superciuk (1988)

### Sceneggiatore
- Kriminal, regia di Fernando Cerchio (1966)
- Il marchio di Kriminal, regia di Fernando Cerchio (1967)
- Satanik, regia di Piero Vivarelli (1968)
- Agenzia Riccardo Finzi... praticamente detective, regia di Bruno Corbucci (1979)
- Delitti, amore e gelosia (1982)
- Lui, lei, cioè noi (1983)
- Alan Ford e il gruppo TNT contro Superciuk (1988)

## Televisione
- SuperGulp! (1972, 1977-1981)

## Discografia
Max Bunker ha scritto i testi di:
- Il Gruppo T.N.T. (1977)
- Alan Ford e il gruppo T.N.T., ft. Zig Zag Esemble  (1978)

## Case editrici
Max Bunker ha fondato le seguenti case editrici:
- Editoriale Corno (1961-1984)
- Max Bunker Press o Max Bunker Production (1984-2013)
- 1000VolteMeglio Publishing (dal 2013)